# Махмуд Джелаледдин Эфенди
Махму́д Джелаледди́н-эфе́нди (осман. محمود جلال الدين‎; тур. Mahmud Celaleddin Efendi); ум. 1829) — османский каллиграф XVII-XVIII веков.

## Биография

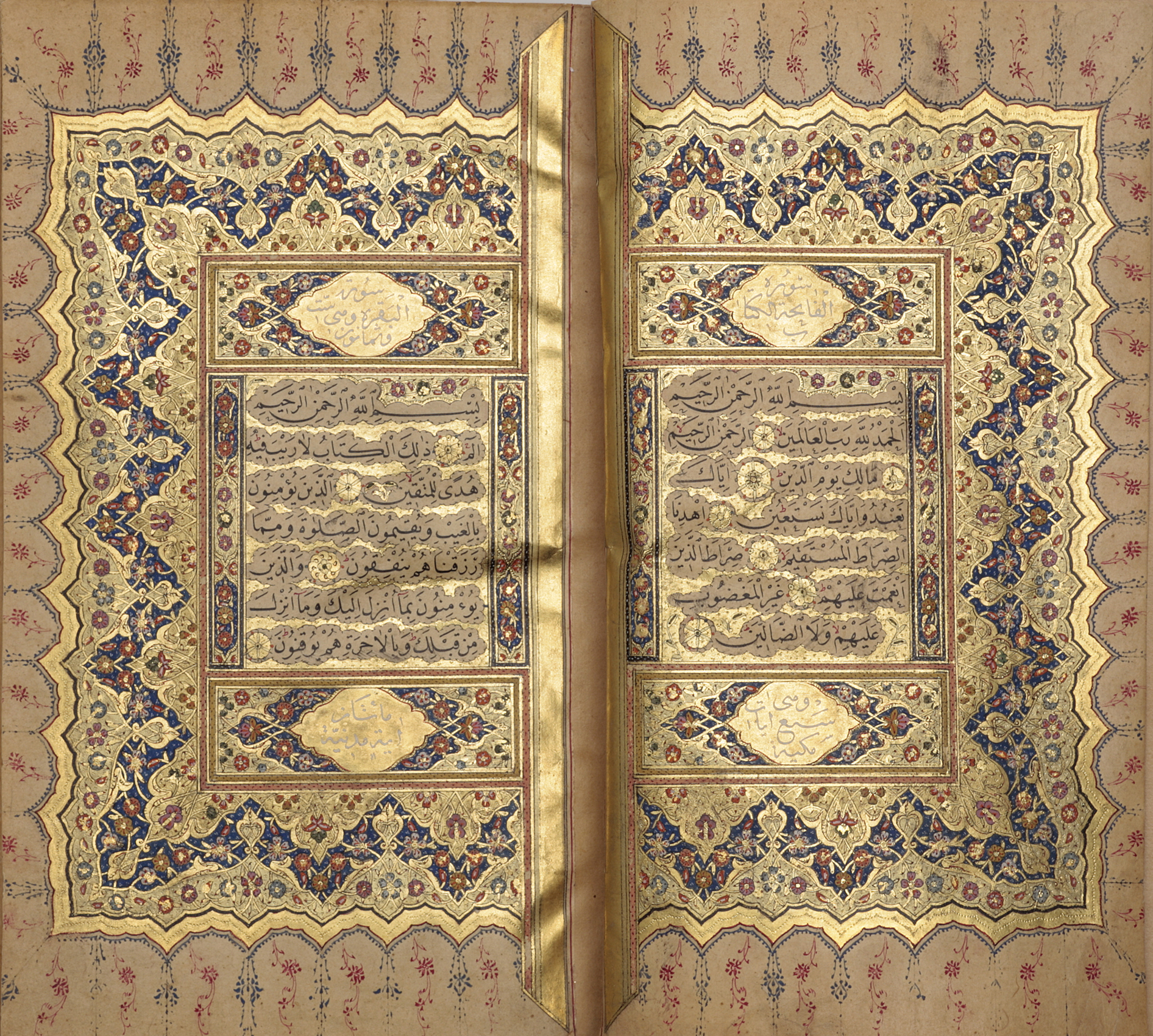
Коран, скопированный Махмудом Джалаледдином, датирован 13 зу'л-каада 1192 г. (3 декабря 1778 г.). Коллекция исламского искусства Халили

Родился в Дагестане, точная дата рождения неизвестна. Тем не менее, учёные использовали анализ прогресса его навыков и уровня компетентности, чтобы оценить его дату рождения примерно как 1750 год. Мальчиком он переехал в Стамбул со своим отцом, Махмудом Джалаледдином, который мигрировал вместе с Махмудом, был одним из шайшандийских шейхов.
Начав заниматься каллиграфией, он принял имя Джелаледдин Эфенди. Он начал своё официальное обучение у Абдуллатифа Эфенди, который был учеником Ак Моллы Омера Эфенди и Хока Расима Эфенди. Однако из-за разногласий по поводу стиля он отказался от этого обучения и в основном был самоучкой. Он тщательно изучил работы великого каллиграфа XVII века Хафиза Османа.
Как и его современники Мустафа Раким и Исмаил Зюхди, Джелаледдин работал над улучшением арабского письма. В то время ни одному художнику не удавалось добиться эстетически приятного стиля сулюс. Джелаледдин адаптировал стиль Хафиза Османа к тому, который больше соответствовал его собственным вкусам. Он также разработал версии сулюс и насх, которые выглядели более приятно. Султан Абдул-Меджид был одним из учеников Джелаледдина и поощрял придворных каллиграфов создавать работы в стиле Джелаладдина. Однако его стиль не оказался долговечным, потому что его версия была жёсткой и статичной, и от него в конечном итоге отказались в пользу более динамичного стиля Мустафы Ракима.
Он женился на своей ученице Эсме Ибрет Ханим (род. 1780). Когда ему впервые показали образцы её шрифта, они было настолько хорошими и настолько нехарактерно «женскими», что он не поверил, что это её работа. Однако убедившись в подлинности, он был удовлетворён её талантом и согласился принять её в ученицы. Позже он женился на ней. Пара прожила долгую жизнь.
За свою карьеру он выпустил много молитвенников, муракка, хилья и таблички с превосходными надписями. Он также создал множество монументальных надписей, в том числе для мечети Имарет Эйюп Султан и гробницы Михриша Султан.
Жил в Иставрозе (нынешний район Абдуллахага Бейлербейи ) на Босфоре на момент своей смерти в 1829 году и был похоронен в ложе шейха Мурада недалеко от Эйюп Султана. Он похоронен своей женой. Он похоронен рядом с женой.

## Примеры работ

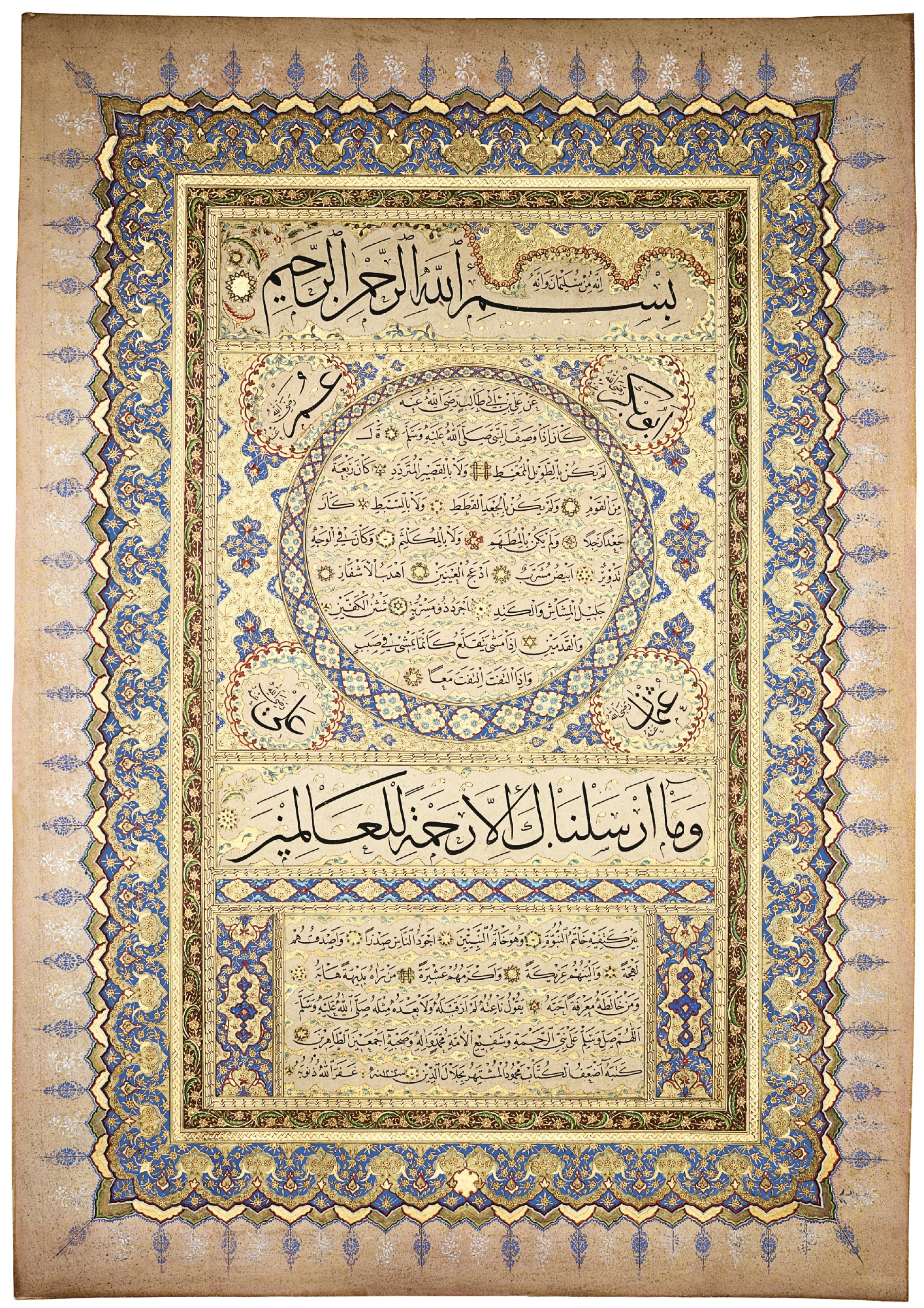
Хилья, датируется 1202 г. х. (1787-88)
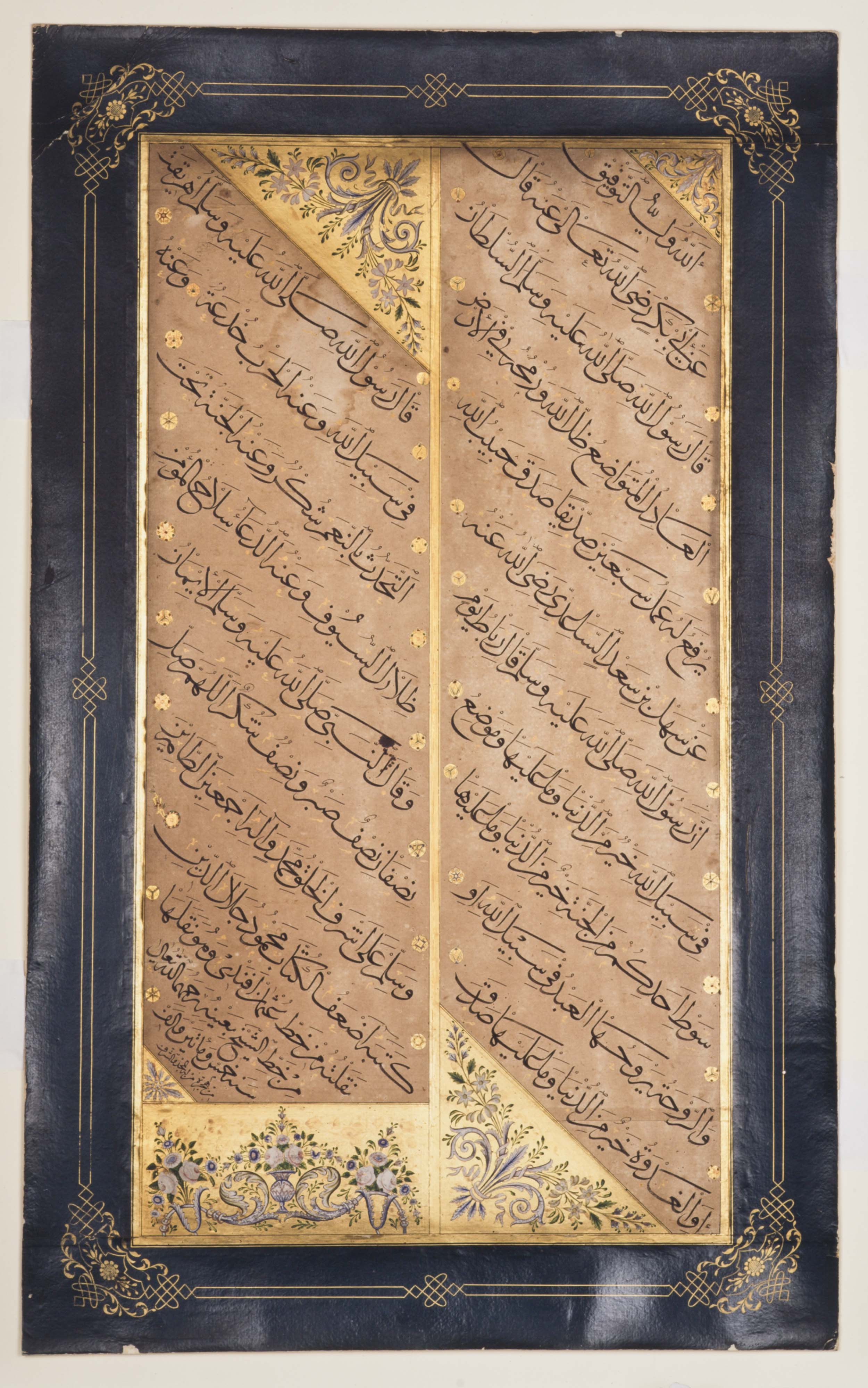
Каллиграфическая панель с восемью хадисами, 1790-91 (1205 г. хиджры). Коллекция исламского искусства Халили.
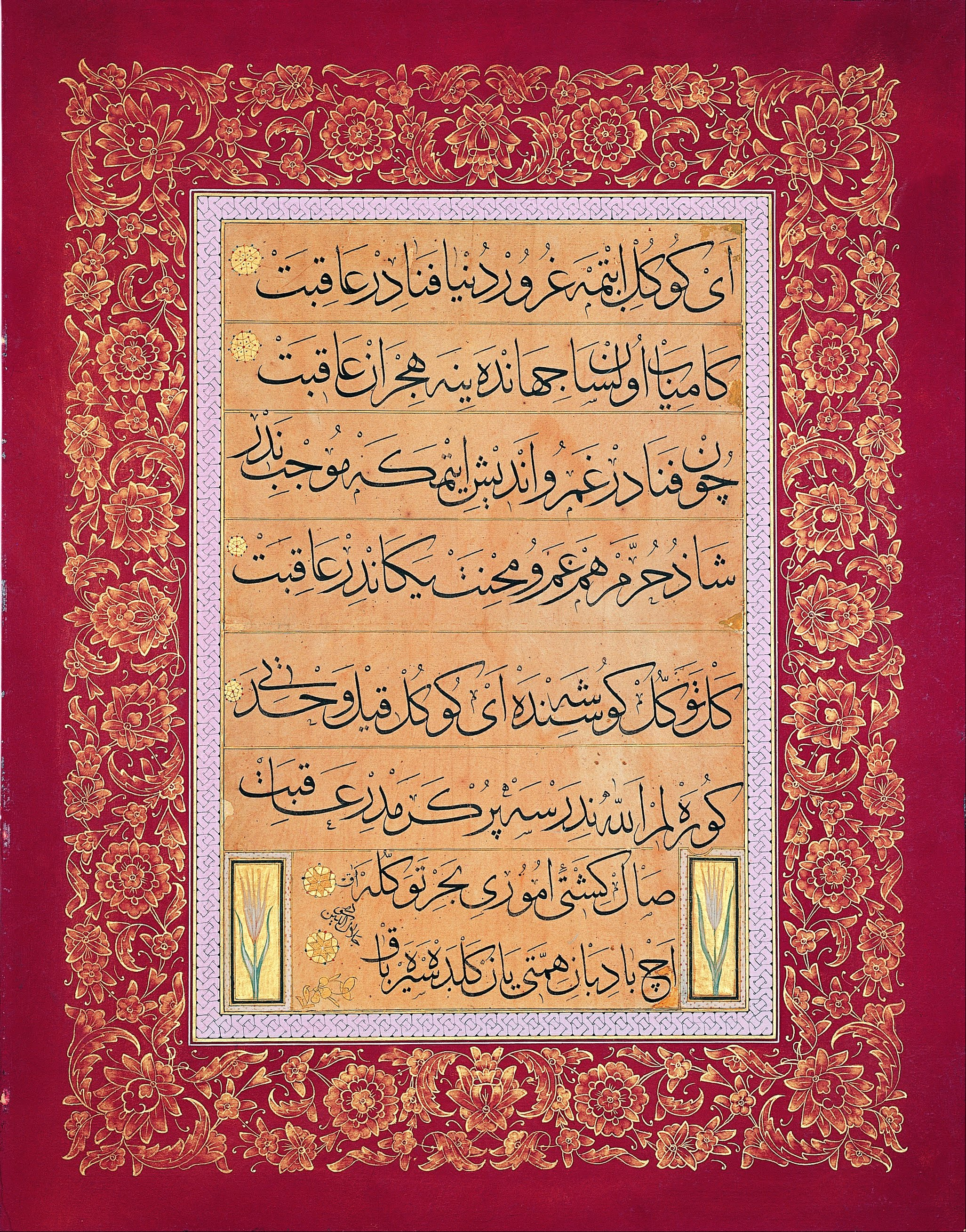
Табличка (каллиграфическая надпись) шрифтом celi sülüs[англ.]. 18-й век. Музей Сакыпа Сабанджи
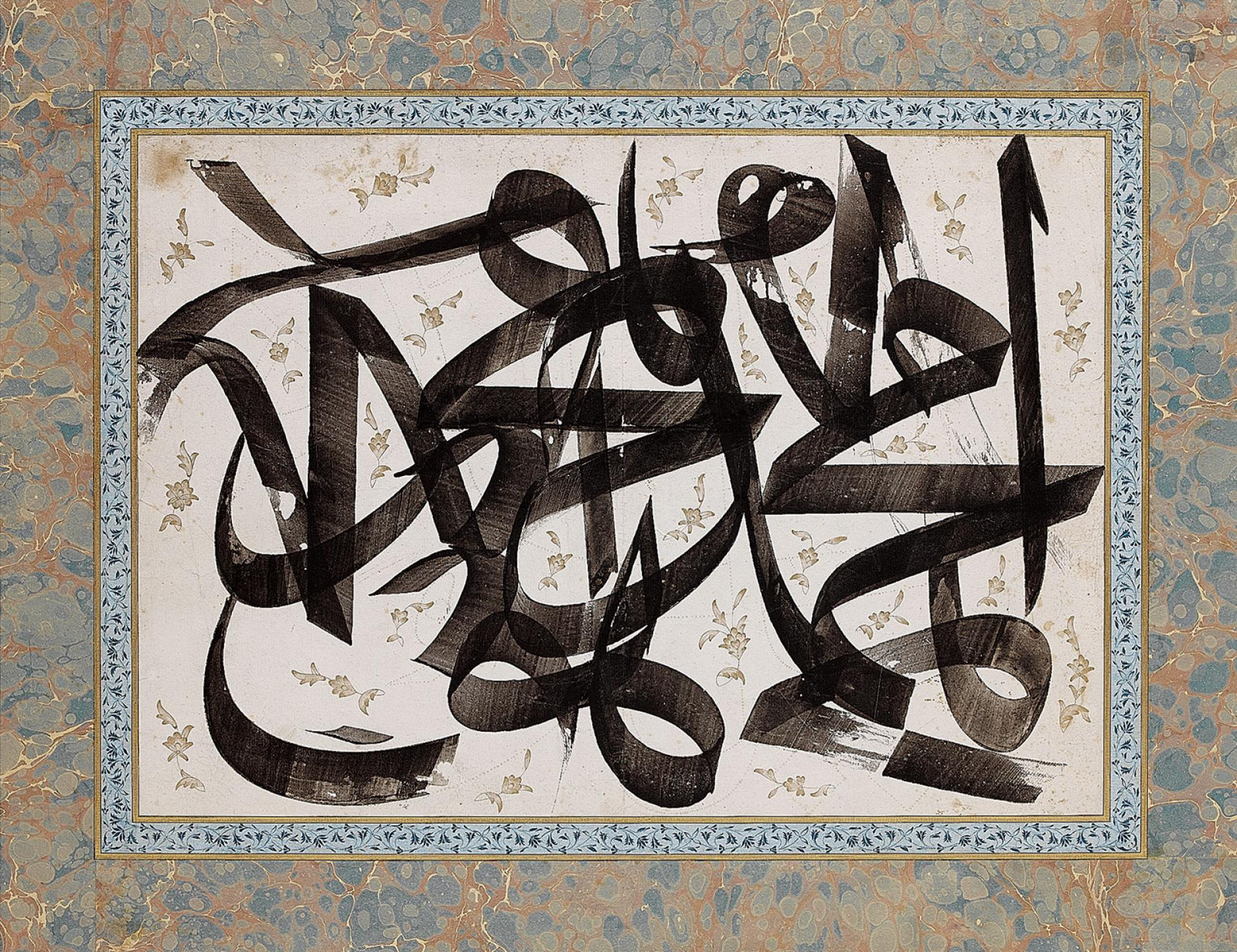
Каллиграфическая композиция. Начало 19 века. Музей Садберк Ханым[англ.]